# Kain und Artjom

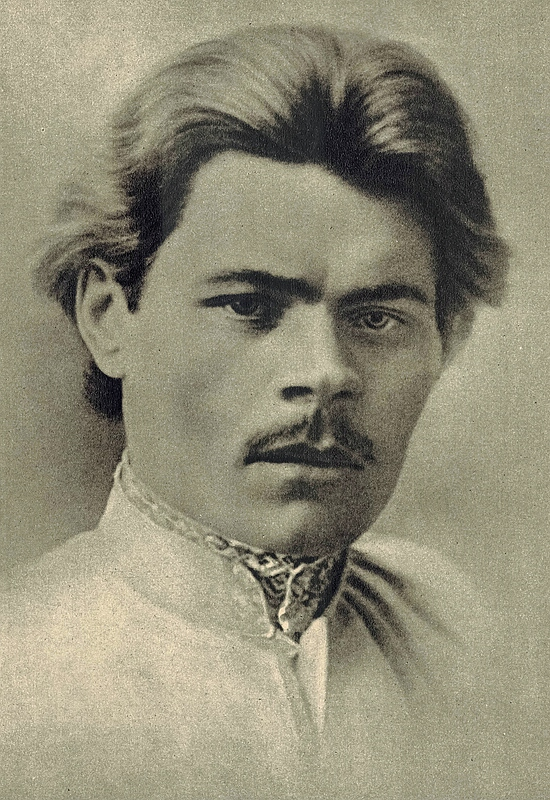
Gorki anno 1889

Kain und Artjom (russisch Каин и Артём) ist eine Erzählung des russischen Schriftstellers Maxim Gorki, die – 1898 geschrieben – im Januarheft des Folgejahres im Sankt Petersburger Monatsblatt Mir Boschi erschien.
Die Übertragung ins Deutsche erschien 1900 in der Schreiterschen Verlagsbuchhandlung Berlin.

## Inhalt
Der ganz und gar verängstigte Jude Chaim, ein verheirateter Fliegender Händler, Vater von vier Kindern, wird von den Russen in seiner im Text nicht benannten Stadt auf beleidigende Art Kain genannt. Kain fürchtet sich vor den Russen. Drei junge Burschen, die Kain mit „Meine Herren! Meine guten Herren!“ anfleht, schüchtern ihn auf grobe Weise ein, indem sie ihm seine täglichen Einkünfte vom Verkauf seiner Wichse, Streichhölzer und Nadeln wegnehmen – aber nicht alle. Denn einer melkenden Kuh reißt man nicht das Euter ab. Gorki schreibt über die verarmte gewaltbereite männliche russische Stadtbevölkerung am Ort der Handlung, dem Stadtviertel Schichan, einer Armeleutegegend: „...solchen aber ist es immer angenehm, ihren Nächsten zu kränken..., denn das ist ihre einzige Möglichkeit, sich zu rächen. Und es war leicht, Kain zu beleidigen...“
Der 25-jährige Artjom hingegen – ein stämmiger Schauermann aus dem Stapelplatz Promsino,  „ein kolossaler Bursche mit einem Kopf voll schwarzer Locken“ – muss nicht mehr arbeiten. Der Adonis Artjom ist der erklärte Liebling wohlhabenderer Kaufmannsfrauen, besonders dann, wenn diese mitunter allzu lang alleingelassen werden. Weil Artjom nicht teilen kann, hat er etliche Neider.
Letztere meinen eines Nachts, sie hätten den volltrunkenen und somit wehrlosen Artjom  totgeschlagen und lassen ihn am Flussufer liegen. Artjom lebt aber noch ein wenig und wird von dem zufällig vorbeikommenden Kain aufgepäppelt. Artjoms Dankbarkeit ist fast unendlich groß. Nach der langwierigen Rekonvaleszenz will er von seinen alten Kumpanen nichts mehr wissen und spielt sich in der Öffentlichkeit als Beschützer Kains auf. Einem der Russen, der Artjoms Sinneswandel nicht begreifen will, erklärt er: „… es paßt dir wohl nicht, daß ich mit einem Juden Freundschaft geschlossen und dich weggejagt habe... Ich sag´s aber... daß er besser ist als ihr alle... weil er Barmherzigkeit hat und gut zu den Menschen ist... Ihr aber seid es nicht...“ Fortan wird der Jude nicht mehr gehetzt. Niemand wagt es, Kain auch nur eine Kopeke wegzunehmen.
Gegen Ende der Erzählung, als Artjom endlich die Schlägerbande Mann für Mann namhaft gemacht hat und sich sukzessive rächen will, verlässt er seinen anstrengenden humanitären Standpunkt. Kain traut seinen Ohren kaum, als der Beschützer spricht: „Ich will dich nicht mehr kennen... Ich werde dich nicht mehr beschützen... Mitleid... hab ich nicht in mir... ich... habe mich  verstellt... ich habe für dich kein Mitleid... für niemand...“

## Zitat
Artjom spricht: „Man darf nur tun, was einem am Herzen liegt.“

## Verfilmung
1929 Sowjetunion, Stummfilm: Pawel Petrowitsch Petrow-Bytow verfilmte die Erzählung mit  Emil Michailowitsch Gal als Kain und Nikolai Konstantinowitsch Simonow als Artjom. In den deutschen Kinos lief der Film unter dem Titel Kain und Artem: Das Lied vom alten Markt.

## Deutschsprachige Ausgaben
- Kain und Artem. Jemeljan Pilay. Schreitersche Verlagsbuchhandlung, Berlin 1900.
- Kain und Artem. Hugo Steinitz Verlag Berlin 1902 (2. Aufl.).
- Kain und Artem und andere Novellen. Deutsch von Hans Schild. 109 Seiten. Norddeutsche Verlags-Anstalt, Charlottenburg um 1902.
- Kain und Artem. Deutsch von C. Berger. Mit Buchschmuck von F.O. Gehringer. 180 Seiten. J. Gnadenfeld & Co., Berlin 1903.
- Die Geschichte eines Verbrechens. Kain und Artem. Zwei Erzählungen. Aus dem Russischen von F. Bertuch und A. von Krusenstjerna. 78 Seiten. Reclam (RUB 4445), Leipzig um 1920.
- Das Ehepaar Orlow und andere Erzählungen (enthält noch: Kain und Artem. Der rote Waska. Langeweile. Die Erzählungen der alten Isergil. Jemeljan Piljaj. Auf den Flößen. Einmal im Herbst. Der Chan und sein Sohn. Das Lied vom Sturmvogel. Vor dem Antlitz des Lebens). Aus dem Russischen von Stefania Goldenring. 414 Seiten. Verlag von August Weichert (* 1854; † 1904), Berlin um 1925.
- Mein Weggenosse und andere Erzählungen (enthält noch: Kain und Artem. Die Freunde. Kirilka. In der Steppe. Einst im Herbst. Malva). 165 Seiten. Goldmann Verlag (Goldmanns gelbe Taschenbücher Nr. 670), München 1960.

### Verwendete Ausgabe
- Kain und Artjom. Deutsch von Katharina Gilde. S. 419–452 in: Maxim Gorki: Erzählungen. Dritter Band. 535 Seiten. Aufbau-Verlag, Berlin 1954.